# Rudjakovia plicata
Rudjakovia plicata är en nässeldjursart som beskrevs av Lynn Margulis 1982. Rudjakovia plicata ingår i släktet Rudjakovia och familjen Agalmatidae.
Artens utbredningsområde är Norra Ishavet. Inga underarter finns listade i Catalogue of Life.